# Linda J. Saif
Linda Jean Saif (* 29. Juni 1947 in Columbus, Ohio) ist eine amerikanische Virologin und Immunologin und Hochschullehrerin an der Ohio State University.

## Leben und Wirken
Linda J. Saif studierte Biologie und Chemie am College of Wooster in Ohio (USA). Sie promovierte dort 1976 im Bereich Virologie und Immunologie. Linda J. Saif ist Distinguished University Professor am Department of Veterinary Preventive Medicine der Ohio State University.
Saif forscht an enterischen und respiratorischen Viren, wie Coronaviren, Rotaviren und Caliciviren bei Nutztieren und dem Menschen. Sie interessiert sich dabei speziell für Mukosa-vermittelte Immunität und die Entwicklung von Impfstoffen gegen diese Viren.
Saif entdeckte den „entero-mammary pathway“, die immunologische Verbindung zwischen Darm und Brustgewebe, das ein mukosales Immunsystems bei Tieren und Menschen darstellt. Basierend darauf entwickelte sie Impfstoffe für Neugeborene gegen Enteroviren. Daneben arbeitet an der Entwicklung neuer Impfstoff-Plattformen und -methoden und an Kultivierungs- und Diagnosemethoden für Enteroviren.

## Auszeichnungen
- 2017 Fellow der National Academy of Inventors (NAI)[2]
- 2015 Wolf-Preis in Agrarwissenschaften für ihre Forschung in Virologie und Immunologie[3]
- Fulbright Scholar
- 2003 Mitglied der National Academy of Sciences[4]
- 2003 Fellow of the American Association for the Advancement of Science[5]